# The Omega Man
The Omega Man (en España, El último hombre vivo; en Uruguay, Venezuela, México La última esperanza) es una película estadounidense de 1971 dirigida por Boris Sagal y con Charlton Heston en el papel principal. Es la segunda adaptación de la novela clásica de Richard Matheson Soy leyenda, publicada en 1954; la primera fue The Last Man on Earth, con Vincent Price como actor principal.

## Argumento
Durante una terrible guerra entre la URSS y China en marzo de 1975, como parte de los ataques con armas biológicas se ha liberado un virus que acaba siendo mortal, y que ha exterminado la población mundial. Robert Neville, un científico militar de la ciudad de Los Ángeles, había preparado a tiempo una vacuna que se inyectó y que lo salvó de la muerte.
Es agosto de 1977 y resulta que también lograron sobrevivir unos centenares de individuos que se llaman a sí mismos "La Familia", liderados por Jonathan Matthias, a los que los agentes biológicos les han causado una hipersensibilidad a la luz, por lo que se esconden durante el día en el subsuelo de la ciudad, y salen a la superficie durante la noche. Sienten la necesidad psicótica de acabar con todo lo que tenga que ver con la ciencia y la tecnología, las que consideran causantes de la guerra. Por ello, cada noche intentan entrar en el lugar donde vive Neville para matarlo, pero éste se atrinchera con todos los medios a su alcance.
Un día Neville es capturado en una bodega de vinos, y es sometido a un juicio dirigido por Jonathan Matthias, que lo condena a morir en la hoguera. Dos supervivientes aún no infectados por el virus, Lisa y Dutch logran rescatarlo. Ella lo había visto cuando recorría la ciudad, y él es un estudiante de medicina, familiarizado con las investigaciones de Neville. Ambos son parte de un pequeño grupo que ha sobrevivido al virus y a las matanzas "purificadoras" de La Familia, en su mayoría jóvenes y niños que tampoco habían sido afectados por el virus. Neville cree que es posible volver a fabricar la vacuna que él se había aplicado, para salvar la vida de los jóvenes, pero es un plan que tomaría mucho tiempo, por lo que decide trasfundir su sangre con el anticuerpo contra el virus. Con ello, nace una nueva esperanza para los supervivientes, que abandonarán la ciudad para comenzar una nueva vida en algún lugar, pero antes volverán a enfrentarse con la familia, siendo atacados por sorpresa, lo que va a desencadenar un combate que los obliga a dejar a Neville, herido de muerte, tras ellos.

## Reparto
- Charlton Heston - Robert Neville
- Anthony Zerbe - Matthias
- Rosalind Cash - Lisa
- Paul Koslo - Dutch
- Eric Laneuville - Richie
- Lincoln Kilpatrick - Zachary
- Jill Giraldi - Pequeña niña
- Brian Tochi - Tommy

## Producción
La película es un remake que en esta ocasión toma como premisa la Guerra Fría y el miedo a los ataques nucleares enfocado en ese entonces en la ahora desaparecida URSS, que alcanza su auge máximo con la crisis de los misiles de Cuba, y que dominaría gran parte de las dos décadas posteriores en todo tipo de ámbitos, por lo que no se libraría de esta cuestión ni tan siquiera el cine.
Esta versión toma como fuente principal de adaptación la película anterior, ya que respecto a la novela de Richard Matheson pierde demasiados elementos que la novela aborda, y crea una versión seriamente descontextualizada del relato original, obviando muchos aspectos de la novela o reduciendo su expresión, como la soledad, la definición del ser y de la nueva sociedad (el concepto de vampiro de los "resucitados", el temor a la cruz, el ajo y su perspectiva desde otras culturas), así como el cambio y la desadaptación a un mundo al que se es ajeno.
Charlton Heston se enteró casualmente de los planes de hacer la película y acabó trabajando para que fuese llevada a la gran pantalla interpetando a Neville en ella. A pesar de las controversias que aun había, los guinostas decidieron que Neville tuviese una mujer afroamericana como pareja. De esa manera, al final, Rosalind Cash fue reclutada para hacer de Lisa.
Las escenas de la ciudad desolada fueron rodadas en el centro de Los Ángeles. Los productores habían previsto construir grandes decorados con calles y tiendas desiertas, pero resultaron demasiado caros, por lo que se decidió realizar las tomas durante los fines de semana y a primera hora de la mañana. Además, en la escena en la que Neville está en una sala de cine, lo que se está proyectando es el documental sobre el Festival de Woodstock dirigido por el realizador Michael Wadleigh.

## Recepción
Al principio la película solo recaudo 29.999 dólares, pero luego terminó recaudando cuatro millones de dólares en los Estados Unidos y Canadá. También se convirtió en la adaptación más popular de la novela y hoy en día es considerada como una película de culto.